# Goran Nikolić
Goran Nikolić (cyr. Горан Николић; ur. 1 lipca 1976 w Nikšiciu) – czarnogórski koszykarz grający na pozycji środkowego.

## Reprezentacja
Był reprezentantem Serbii i Czarnogóry na mistrzostwach świata w 2006 roku. Od momentu podziału tego kraju na Serbię i Czarnogórę występuje w reprezentacji Czarnogóry.

## Osiągnięcia
Na podstawie, o ile nie zaznaczono inaczej.
Drużynowe
- Mistrz:
  - Niemiec (2008)
  - Turcji (2004, 2005)
- Wicemistrz:
  - Jugosławii (1998, 2003)
  - Ukrainy (2006)
- Brąz FIBA EuroCup (2006)
- 4. miejsce w FIBA EuroCup (2007)
- Zdobywca pucharu:
  - Serbii i Czarnogóry (2003)
  - Cypru (2009)
- Finalista pucharu:
  - Jugosławii (1999)
  - Prezydenta Turcji (2003, 2004)
  - Turcji (2004, 2010)
  - Ukrainy (2006)

Indywidualne
(* – nagrody przyznane przez portal eurobasket.com)
- Zaliczony do I składu najlepszych zagranicznych zawodników ligi tureckiej (2005)*
- Uczestnik meczu gwiazd ligi:
  - tureckiej (2005)
  - jugosłowiańskiej (2001)

Reprezentacja
- Brązowy medalista igrzysk śródziemnomorskich (1997)
- Uczestnik:
  - mistrzostw świata (2006 – 11. miejsce)
  - Eurobasketu dywizji B (2009)